# Dubris

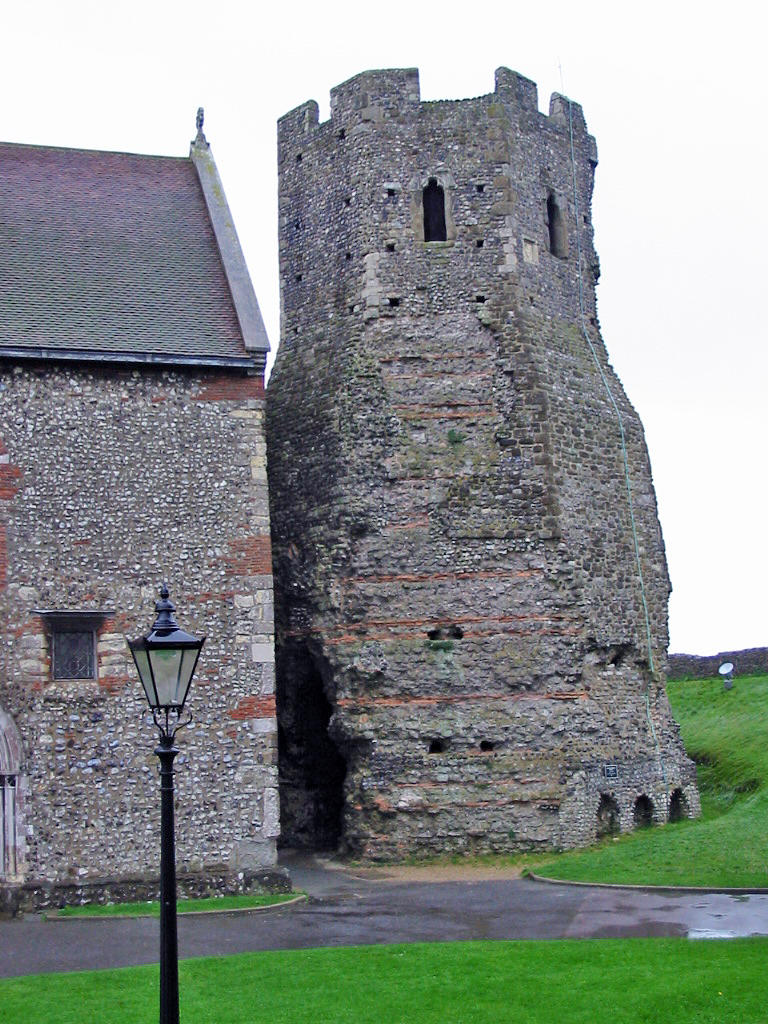
Faro romano que se encuentra en el Castillo de Dover

Dubris, también conocido como Portus Dubris y Dubrae, fue un puerto en la provincia romana de Britania, en el lugar que ahora ocupa la ciudad de Dover, en Inglaterra (Reino Unido).
Como el punto más cercano a Europa continental y el sitio del estuario de Dour, el sitio era ideal para un puerto en el Canal de la Mancha. En la época romana, creció para convertirse en un importante centro mercantil y militar. Junto a Rutupiae, es uno de los dos puntos de comienzo de lo que se convertiría en Watling Street. 
Fue fundada, fortificada y protegida primeramente por la Armada romana, después por los sajones.